# چپل رون
کیلی رز امستاتز (به انگلیسی: Kayleigh Rose Amstutz؛ زادهٔ ۱۹ فوریهٔ ۱۹۹۸) که به‌طور حرفه‌ای با نام چپل رون (به انگلیسی: Chappell Roan) (‎/ˌtʃæpəl ˈroʊn/‎ CHAP-əl ROHN) شناخته می‌شود، خواننده و ترانه‌نویس آمریکایی است. او در تهیه آثارش با دنیل نیگرو کار کرده و بخش عمدهٔ موسیقی‌اش الهام‌گرفته از ترانه‌های سینث-پاپ دههٔ ۱۹۸۰ و پاپ دههٔ ۲۰۰۰ است. زیبایی‌شناسی او به‌شدت تحت تأثیر درگ کوئین‌هاست، و موسیقی و سبک اجرایش از سوی منتقدانی از جمله رولینگ استون، پر زرق‌وبرق و اغراق‌آمیز توصیف شده است.
در سال ۲۰۱۴، رون ترانه‌ای غیراقتباسی به نام «جوان بمیر» در یوتیوب بارگذاری کرد. او مدت کوتاهی پس از آن با آتلانتیک رکوردز قرارداد امضا کرد. در سال ۲۰۱۷، او نخستین آلبوم چندآهنگه (ئی‌پی)، یعنی شب‌های مدرسه را منتشر کرد. تک‌آهنگ سال ۲۰۲۰ او «پینک پونی کلاب» یک تغییر سبک در مقایسه با آثار اولیه‌اش بود و باعث شد که رون به شهرت برسد. او در همان سال از آتلانتیک رکوردز کنار گذاشته شد.
پس از یک وقفه‌ای کوتاه، او مجموعه‌ای از ترانه‌ها را به‌طور مستقل در سال ۲۰۲۲ منتشر کرد. نخستین آلبوم او، از عرش تا فرش یک پرنسس غرب میانه، از طریق آیلند رکوردز در سال ۲۰۲۳ منتشر شد و مورد تحسین قرار گرفت. این آلبوم رفته رفته به موفقیت رسید و تا اوایل سال ۲۰۲۴ هواداران سرسختی را به خود جلب کرد و نامزد جایزه گرمی آلبوم سال شد. او در سال ۲۰۲۴ تک‌آهنگ موفق «خوشبخت بشی، عزیزم!» را منتشر کرد که به جایگاه چهارم بیلبورد هات ۱۰۰ رسید و سال بعد برندهٔ جایزه گرمی بهترین هنرمند جدید شد.

## اوایل زندگی
کیلی رز امستاتز در تاریخ ۱۹ فوریهٔ ۱۹۹۸ در ویلارد، میزوری زاده شد. او بزرگ‌ترین فرزند از چهار فرزند خانواده است. مادرش کارا (که نام خانوادگی‌اش پیش از ازدواج چپل بود)، دامپزشک است و پدرش دوایت امستاتز، یک مطب خانوادگی را در اسپرینگفیلد، میزوری مدیریت می‌کند و پرستاری رسمی در بخش مراقبت‌های ویژه اعصاب و سوختگی است. دایی او دارین چپل نماینده ایالت میزوری است. او زادگاه و تربیتش را محافظه‌کارانه و مسیحی توصیف کرده است. او در دوران کودکی سه بار در هفته به کلیسا می‌رفت و تابستان‌ها را در اردوگاه‌های مسیحی می‌گذراند. در مصاحبه‌ای با ورایتی در سال ۲۰۲۳، او گفت که با نحوهٔ تربیتش مشکل داشت و اغلب یواشکی کاری را انجام می‌داد: «فقط می‌خواستم احساس کنم آدم خوبی هستم، اما بخشی از وجودم را داشتم که می‌خواست بیش از حد رهایی یابد.»
رون نواختن پیانو را از ۱۰ یا ۱۱ سالگی آغاز کرد و در ۱۲ سالگی شروع به گذراندن دوره کرد. او برای نخستین بار در ۱۳ سالگی به صورت عمومی به اجرا پرداخت و «آواز کریسمس» را در برنامه استعدادیابی مدرسه‌اش خواند که برنده شد. زمانی که حدوداً ۱۴ ساله بود، برای آمریکاز گات تلنت آزمون داد اما موفقیتی کسب نکرد. در ۱۴ یا ۱۵ سالگی، او شروع به بارگزاری بازخوانی‌هایش در یوتیوب کرد و توجه شرکت‌های مختلف ناشر موسیقی را به خود جلب کرد. او ترانه‌سرایی را با ورود به دوران نوجوانی آغاز کرد. او یک سال زودتر از دبیرستان ویلارد فارغ‌التحصیل شد. رون می‌گوید بسیاری از تجربیات دوران کودکی خود از جمله جشن و روز فارغ‌التحصیلی از دبیرستان را بابت آغاز «آشفته» حرفهٔ موسیقی‌اش از دست داده است.

## سبک هنری

### آواز
حتی در روزهای ابتدایی زندگی، رون بابت توانایی‌های آواز خود مورد تحسین قرار گرفت. در سال ۲۰۱۴، تروی سیوان و کنر فرنتا خوانندگی رونِ ۱۶ ساله را ستایش کردند. سیوان گفت از زمان ادل صدایی مانند رون نشنیده بود و فرنتا او را «الهه با استعداد صدا» خطاب کرد. با وجود این، رون از خوانندگی گذشته خود انتقاد کرده و گفته که تا دسامبر ۲۰۲۲ هرگز یک درس آواز «شایسته» نداشته است و به‌مدت ۱۰ سال است که «اشتباه» می‌خوانده است.
رون دارای دامنهٔ آواز سوپرانو توصیف شده است. منتقد وبگاه جوایز گرمی «ثبات آواز تقریباً عالی» رون را ستوده است. منتقد دیلی تلگراف در مرور برنامهٔ زنده رون در بار همجنس‌گرایان لندن، نت‌های بلند اوج‌گرفته و با لحن مناسب او را ستایش کرد و نوشت که هر نت «احساسات را به لرزه درمی‌آورد».